# Muravera
Muravera – miejscowość i gmina we Włoszech, w regionie Sardynia, w prowincji Sud Sardynia.
Według danych na rok 2004 gminę zamieszkiwało 4526 osób, 48,1 os./km². Graniczy z Castiadas, San Vito i Villaputzu.